# Luftgewehr-Bundesliga
Die 1. Bundesliga Luftgewehr ist die höchste deutsche Klasse der Sportschützen für das Mannschaftsschießen mit dem Luftgewehr.

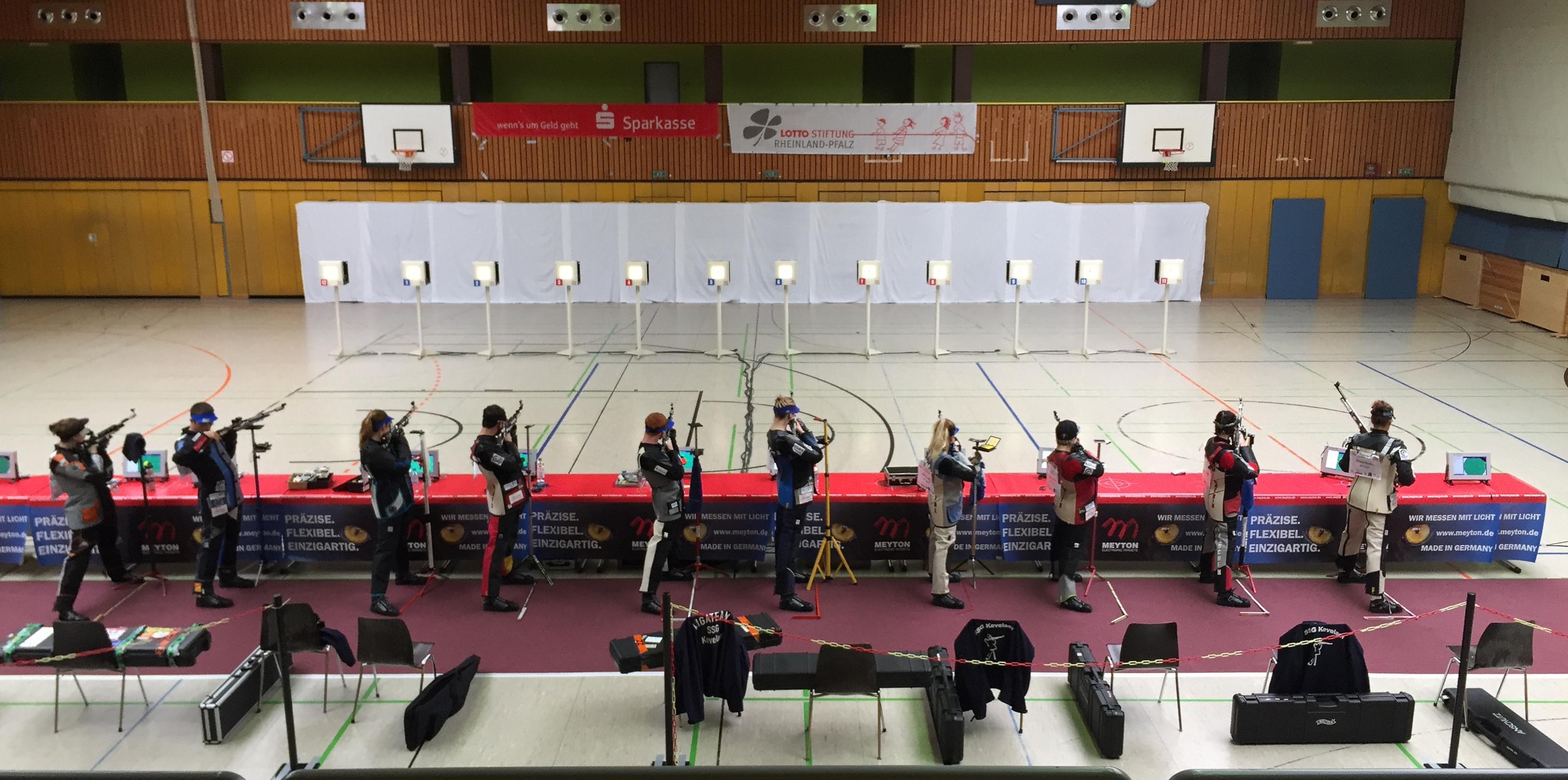
Die Wettkämpfe werden in Sporthallen ausgetragen

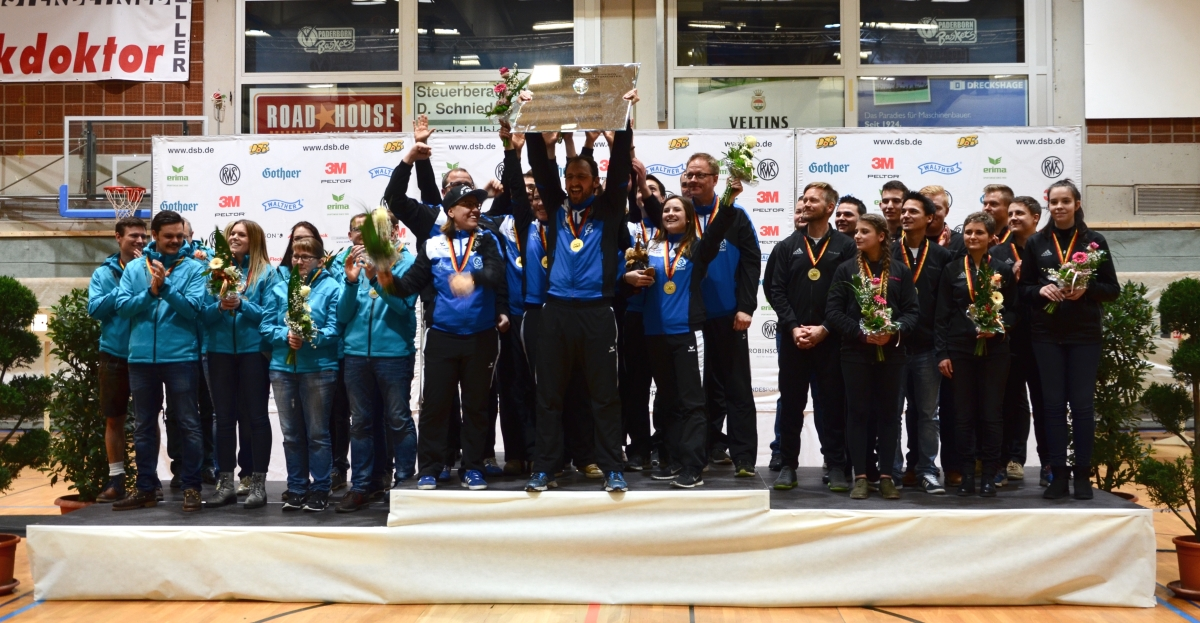
Deutscher Meister 2017/2018: Sebastian „Hitman“ Höfs, Kapitän der SB Freiheit, mit dem Meisterspiegel

Seit Herbst 1997 veranstaltet der Deutsche Schützenbund e. V. (DSB) für den Wettbewerb Luftgewehr eine zweiteilige 1. Bundesliga (Nord und Süd) bestehend aus jeweils zwölf Mannschaften sowie fünf 2. Bundesligen (ehemals Regionalligen). In der 1. Bundesliga Nord und Süd wird von Oktober bis Januar an sechs Wettkampfwochenenden die Vorrunde ausgetragen. Die besten vier Teams einer Gruppe qualifizieren sich für das stets Anfang Februar stattfindende Bundesliga-Finale. Dort wird dann im K.-o.-System (Viertel- und Halbfinale, Bronzematch und großes Finale) bis zur Meisterschaft gekämpft. Der Sieger des Bundesliga-Finals ist Deutscher Bundesliga-Meister Luftgewehr des DSB und erhält für ein Jahr den Meisterspiegel.

## Schießen und Regelwerk
Eine Mannschaft besteht aus fünf Schützen, die anhand der Setzliste an den Positionen eins bis fünf stehen und sich im „Mann-gegen-Mann“-Modus mit dem direkten Kontrahenten der gegnerischen Mannschaft messen. Ein Wettkampf besteht aus 40 Schüssen, gewertet werden ganze Ringe, es erfolgt keine Zehntelwertung. Bei Ringgleichheit müssen die betroffenen Sportler ins Shoot-Off (Stechen). Der Stechschuss erfolgt auf Kommando, die maximale Zeit bis zur Schussabgabe sind 50 Sekunden. Der Schütze mit dem höheren Schusswert gewinnt das Duell. Bei Ringgleichheit folgen weitere Stechschüsse. Die ersten drei werden auf volle Ringe gewertet, ab dem vierten Stechschuss gilt die Zehntelwertung.
Das bedeutet, dass es in der höchsten deutschen Klasse im Luftgewehrschießen keine Unentschieden gibt, die Partien enden 5:0, 4:1, 3:2, 2:3, 1:4 oder 0:5. Die Sieger erhalten zwei Tabellenpunkte, die Verlierer gehen leer aus.
Startberechtigt sind Deutsche, die das 18. Lebensjahr vollendet haben und Mitglied in einem dem DSB angehörenden Schützenverein sind. Zusätzlich kann maximal ein ausländischer Schütze, der an internationalen Meisterschaften teilnimmt und dadurch über eine ISSF-ID verfügt, eingesetzt werden. EU-Schützen, die über keine ISSF-ID verfügen, können ebenso wie ausländische Athleten mit deutschem Pass (unabhängig von einer ID) zusätzlich im Fünferaufgebot aufgestellt werden.
Es wird auf eine 10 Meter entfernte Schießscheibe geschossen, deren Zentrum (10) einen Durchmesser von gerade einmal 0,5 Millimeter hat. Die folgenden Ringe haben einen Abstand von jeweils 2,5 Millimetern. Ziel ist es, die Scheibe möglichst im Mittelpunkt zu treffen. Es wird stehend freihändig geschossen, wobei der Schütze völlig frei (ohne Anlehnung und künstliche Stützen) stehen muss. Es werden Druckluftgewehre Kaliber 4,5 mm mit einem Höchstgewicht von 5,5 kg und maximal 7,5 Joule Mündungsenergie verwendet (Einzelheiten werden im Artikel Luftgewehr beschrieben). Die Trefferauswertung erfolgt auf elektronischen Anlagen, wodurch deren Anzeige per Beamer und Leinwänden publikumswirksam möglich ist.

## Stimmung
Im Gegensatz zu anderen nationalen und internationalen Schießsportveranstaltungen, bei denen sich das Publikum ähnlich zum Tennissport zurückhaltend und eher leise zu verhalten hat, ist in den Hallen der Schießsport-Bundesliga Stimmung angesagt. Pauken, Rasseln und Tröten gehören zum gewohnten Bild. Auch Fangesänge, zugeschnitten auf die eigenen Teams, werden während der Wettkämpfe laut singend oder rufend vorgetragen. Allerdings ist sportliche Fairness gefordert: Das eigene Team soll vorangetrieben und hohe Treffer und gute Serien werden entsprechend honoriert. Das Kommentieren schwächerer Schüsse oder Serien der gegnerischen Mannschaft ist hingegen tabu. Zugleich kommentiert ein Moderator während der Matches das gesamte Geschehen, durchgängig untermalt und begleitet durch Musik.
Vor den Wettkämpfen marschieren die Teams eines Wettkampfs zu einer individuellen Einlaufmusik in die Halle ein. Neben den Paarungen werden anschließend während des Probeschießens die einzelnen Schützen anhand von Steckbriefen zu Bestleistungen, bisherigen Erfolge, Zielen und ihrem Motto vorgestellt.

## Besonderes
Amtierender Bundesliga-Meister ist der SSV ST Hubertus Elsen.
Mit insgesamt fünf Titelgewinnen ist der SSV ST Hubertus Elsen Rekordmeister, die SSG Kevelaer gewann die Bundesliga bisher viermal.
Seit Bestehen der Liga konnten überhaupt erst zehn verschiedene Vereine die Bundesliga für sich entscheiden.
Die Saison 2020/2021 wurde aufgrund der Corona-Pandemie und ihren Auswirkungen kurzfristig vor dem Auftakt Anfang Oktober 2020 abgesagt, weshalb kein Meister 2021 ausgeschossen worden ist.
Insgesamt kann ein Team 2.000 Ringe (5× 400) in einem Match erreichen. Die erste Bestmarke jenseits der 1.990er Marke vom SV Pfeil Vöhringen (1.991) verbesserte der SSV ST Hubertus Elsen am 12. November 2022 in Inden/Altdorf um zwei Zähler auf 1.993 Ringe und noch einmal um einen weiteren Ring am 6. Januar 2024 in Butzbach auf 1.994. Vöhringen wiederum stellte diese Bestmarke am 11. Januar 2025 in Dießen ein.
Beim Wettkampf der SB Freiheit gegen den SSV ST Hubertus Elsen kam es am 5. Dezember 2021 in der Lindenberghalle in Osterode am Harz zum ersten „400er Stechen“. Jeanette Hegg Duestad aus Norwegen (Freiheit) und der Ungar István Péni (Elsen) hatten beide mit ihren 40 Schüssen das Optimum von 400 Ringen erzielt. Beim anschließenden Shoot Off waren dann vier Stechschüsse notwendig, um die Partie zu entscheiden. Peni sorgte mit 10,8:10,3 für die Entscheidung zugunsten des SSV.
2022/2023 ging das deutsche Oberhaus in seine Jubliäumssaison (25 Jahre), beim Saisonstart fehlten jedoch zahlreiche nationale und internationale Top Schützen aufgrund der zeitgleich in Kairo (Ägypten) stattfindenden ISSF-Weltmeisterschaft. Zu solchen Überschneidungen kommt es immer wieder aufgrund neu geschaffener, jedoch nicht fix terminierter internationaler Wettkämpfe, wie der Champions League der European Shooting Confederation oder des ISSF Weltcup-Finals, da der Deutsche Schützenbund die Zeitpläne der Bundesliga mit weit mehr als einem Jahr Vorlauf veröffentlicht und Änderungen nicht vorgenommen werden.

## Deutsche Meister seit Gründung der 1. Bundesliga
- 1997/1998 SV Affalterbach
- 1998/1999 SV Affalterbach
- 1999/2000 Der Bund München
- 2000/2001 Der Bund München
- 2001/2002 BSV Buer-Bülse
- 2002/2003 BSV Buer-Bülse
- 2003/2004 SV Affalterbach
- 2004/2005 BSV Buer-Bülse
- 2005/2006 SSV St. Hubertus Elsen
- 2006/2007 Post SV Plattling
- 2007/2008 SG Coburg
- 2008/2009 SG Coburg
- 2009/2010 HSG München
- 2010/2011 Der Bund München
- 2011/2012 SSV St. Hubertus Elsen
- 2012/2013 HSG München
- 2013/2014 HSG München
- 2014/2015 SG Coburg
- 2015/2016 SSV St. Hubertus Elsen
- 2016/2017 SSV St. Hubertus Elsen
- 2017/2018 SB Freiheit
- 2018/2019 SSG Kevelaer
- 2019/2020 SSG Kevelaer
- 2021/2022 SSG Kevelaer
- 2022/2023 SSG Kevelaer
- 2023/2024 SV Wieckenberg
- 2024/2025 SSV ST Hubertus Elsen